# Narodnyik mozgalom
A narodnyik (népies) mozgalom az orosz forradalmi mozgalom egyik irányzata volt, amely az 1860-as években alakult ki. Bázisa az 1861. évi jobbágyfelszabadítással elégedetlen parasztság volt, eszmerendszerét pedig a forradalmi demokratáktól (Csernisevszkij, Dobroljubov), illetve Herzentől és Bakunyintól vette át. Célja a kapitalizmus megkerülésével, az önkényuralom felszámolásával, a földközösségen (obscsina) alapuló szocializmus megteremtése volt. Alapjában véve az anarchizmust és a liberalizmust egyesítette magában. Több irányzat is volt a mozgalmon belül: egy részük reformista volt, míg a másik részük marxista. Ideológiailag az eszerek elődjei.